# Пърси Джаксън и Боговете на Олимп: Морето на чудовищата
Пърси Джаксън и Боговете на Олимп: Морето на чудовищата е фентъзи прключенски филм, режисиран от Тор Фройдентал. Филмът е отчасти базиран на Морето на чудовищата, втората книга от поредицата Пърси Джаксън и боговете на Олимп от Рик Риърдън. В главните роли са Логан Лерман в ролята на Пърси Джаксън, заедно с голям актьорски състав включително Брандън Т. Джаксън, Александра Дадарио, Джейк Абел, Шон Бийн и Антъни Хед. Излиза по българските кина на 30 август 2013.

## Сюжет
Докато е на училище, Пърси трябва да играе народна топка срещу големи седмокласници, които се оказват лестригони. Те призовават експлодиращи огнени топки и опитват да убият Пърси, но той е защитен от Тайсън, приятел, който остава невредим от огнените топки на чудовищата. Анабет спасява Пърси като наръгва последния лестригон отзад и взима Пърси и Тайсън обратно в лагера на Нечистокръвните. Те намират лагера по нападение, защото дървото на Талия, което пази лагера, е било отровено от някого. Хирон, асистент-директора, е бил уволнен, защото е смятан за виновника отровил дървото и е заменен от Тантал, дух от Полетата на наказанието. Пърси открива, че Тайсън е циклоп и Посейдон го обявява за негов син. Анабет и Пърси молят Тантал да прати някого на мисия, за да открие златното руно, което той прави, пращайки Клариса. Пърси получава помощ от Посейдон, който му дава три водни кончета и заедно с Анабет и Тайсън, се озовава на кораб, Принцеса Андромеда, който се оказва, че е притежание на Люк. Те са уловени и научават, че Люк се опитва да съедини Кронос, титан, който е баща на Зевс. Те успяват да избягат и са спасени от Клариса, която има лодка, подарена от баща ѝ, Арес. Тя е унищожена, когато навлиза в Морето на чудовищата, познато като Бермудския триъгълник от смъртните. Те достигат до острова на Полифем и спасяват Гроувър, с помощта на Тайсън и Клариса, като същевременно взимат руното. Те достигат до Флорида и Пърси праща Клариса, с руното, обратно в лагера. Пърси, Анабет, Гроувър и Тайсън са уловени от Люк. Пърси успява да се свърже с лагера, подмамвайки Люк да си признае, че е отровил дървото на Талия. В дуел с Люк, Пърси е почти убит. Той е спасен от Хирон и неговите роднини, парти понитата. Хирон е върнат на поста си, след като е доказано, че е невинен и руното изцелява дървото на Талия и самата Талия се появява като човек.

### Главни герои
- Логан Лерман — Пърси Джаксън
- Александра Дадарио — Анабет Чейс
- Брандън Т. Джаксън — Гроувър Андъруд
- Дъглас Смит — Тайсън
- Левън Рамбин — Клариса Ла Рю

### Второстепенни герои
- Джейк Абел — Люк Кастелан
- Палома Квиатковски — Талия Грейс

### Богове
- Шон Бийн — Зевс
- Стенли Тучи — Дионис
- Нейтън Филиън — Хермес

### Митически създания
- Антъни Хед — Хирон
- Миси Пайл — Мойра
- Ивет Никол Браун — Мойра
- Мери Бердсонг — Мойра
- Робърт Мрйлът — Полифем
- Дениел Кадмор – Мантикора